# Elecciones al Parlamento Vasco de 2005
Las elecciones al Parlamento Vasco del 17 de abril de 2005 abrieron la VIII Legislatura de dicho parlamento.

## Contexto político
PNV y EA se presentaron en coalición por segunda vez consecutiva con la defensa del Plan Ibarretxe como punto central de su campaña. Aunque fue la más votada en los tres territorios, la coalición perdió cuatro escaños (de 33 a 29), si bien los cuatro del PNV, ya que EA volvió a conseguir 7 escaños. El PSE-EE superó en escaños al PP, logrando situarse como segunda fuerza política de nuevo desde 1994.
Fue la primera vez, desde la desaparición de Euskadiko Ezkerra, que dos fuerzas de la izquierda abertzale se disputaron la representación de ese espacio electoral: por una parte, el Partido Comunista de las Tierras Vascas (EHAK-PCTV), para el cual pidió el voto la ilegalizada Batasuna, alcanzando 9 escaños; y por otra, Aralar, una escisión de Herri Batasuna contraria a la violencia de ETA, que logró un escaño.

## Resultados
| ← Elecciones al Parlamento Vasco de 2005 → |                                                                                                 |                     |         |       |         |      |
| Lendakari y gobierno | Partido                                                                                         | Candidato           | Votos   | %     | Escaños | +/-  |
| - Lendakari: Juan José Ibarretxe - Gobierno: EAJ-PNV, EA y EB-B - Censo: 1.799.523 - Votantes: 1.223.634 (68,0%) - Abstención: 575.889 (32,0%) - Válidos: 1.219.599 - A candidatura: 1.210.598 (99,3%) | Coalición Euzko Alderdi Jeltzalea-Partido Nacionalista Vasco - Eusko Alkartasuna (EAJ-PNV - EA) | Juan José Ibarretxe | 468.117 | 38,67 | 29 a    | -4   |
| - Lendakari: Juan José Ibarretxe - Gobierno: EAJ-PNV, EA y EB-B - Censo: 1.799.523 - Votantes: 1.223.634 (68,0%) - Abstención: 575.889 (32,0%) - Válidos: 1.219.599 - A candidatura: 1.210.598 (99,3%) | Partido Socialista de Euskadi-Euskadiko Ezkerra (PSE-EE-PSOE)                                   | Patxi López         | 274.546 | 22,68 | 18      | +5   |
| - Lendakari: Juan José Ibarretxe - Gobierno: EAJ-PNV, EA y EB-B - Censo: 1.799.523 - Votantes: 1.223.634 (68,0%) - Abstención: 575.889 (32,0%) - Válidos: 1.219.599 - A candidatura: 1.210.598 (99,3%) | Partido Popular (PP)                                                                            | María San Gil       | 210.614 | 17,40 | 15      | -4   |
| - Lendakari: Juan José Ibarretxe - Gobierno: EAJ-PNV, EA y EB-B - Censo: 1.799.523 - Votantes: 1.223.634 (68,0%) - Abstención: 575.889 (32,0%) - Válidos: 1.219.599 - A candidatura: 1.210.598 (99,3%) | Euskal Herrialdeetako Alderdi Komunista (EHAK)                                                  | Nekane Erauskin     | 150.644 | 12,44 | 9       | +2 b |
| - Lendakari: Juan José Ibarretxe - Gobierno: EAJ-PNV, EA y EB-B - Censo: 1.799.523 - Votantes: 1.223.634 (68,0%) - Abstención: 575.889 (32,0%) - Válidos: 1.219.599 - A candidatura: 1.210.598 (99,3%) | Ezker Batua-Berdeak (EB-B)                                                                      | Javier Madrazo      | 65.023  | 5,37  | 3       | =    |
| - Lendakari: Juan José Ibarretxe - Gobierno: EAJ-PNV, EA y EB-B - Censo: 1.799.523 - Votantes: 1.223.634 (68,0%) - Abstención: 575.889 (32,0%) - Válidos: 1.219.599 - A candidatura: 1.210.598 (99,3%) | Aralar                                                                                          | Aintzane Ezenarro   | 28.180  | 2,33  | 1       | +1   |
| - Lendakari: Juan José Ibarretxe - Gobierno: EAJ-PNV, EA y EB-B - Censo: 1.799.523 - Votantes: 1.223.634 (68,0%) - Abstención: 575.889 (32,0%) - Válidos: 1.219.599 - A candidatura: 1.210.598 (99,3%) | Unidad Alavesa (UA)                                                                             | Enriqueta Benito    | 4.117   | 0,34  | 0       |      |
| - Lendakari: Juan José Ibarretxe - Gobierno: EAJ-PNV, EA y EB-B - Censo: 1.799.523 - Votantes: 1.223.634 (68,0%) - Abstención: 575.889 (32,0%) - Válidos: 1.219.599 - A candidatura: 1.210.598 (99,3%) | Coalición Los Verdes y Animalistas (Berdeak - PACMA)                                            |                     | 4.049   | 0,33  | 0       |      |
| - Lendakari: Juan José Ibarretxe - Gobierno: EAJ-PNV, EA y EB-B - Censo: 1.799.523 - Votantes: 1.223.634 (68,0%) - Abstención: 575.889 (32,0%) - Válidos: 1.219.599 - A candidatura: 1.210.598 (99,3%) | Partido Obrero Socialista Internacionalista (POSI)                                              |                     | 2.354   | 0,19  | 0       |      |
| - Lendakari: Juan José Ibarretxe - Gobierno: EAJ-PNV, EA y EB-B - Censo: 1.799.523 - Votantes: 1.223.634 (68,0%) - Abstención: 575.889 (32,0%) - Válidos: 1.219.599 - A candidatura: 1.210.598 (99,3%) | Partido Humanista (PH)                                                                          |                     | 1.514   | 0,13  | 0       |      |
| - Lendakari: Juan José Ibarretxe - Gobierno: EAJ-PNV, EA y EB-B - Censo: 1.799.523 - Votantes: 1.223.634 (68,0%) - Abstención: 575.889 (32,0%) - Válidos: 1.219.599 - A candidatura: 1.210.598 (99,3%) | Por un Mundo más Justo (PUM+J)                                                                  |                     | 1.261   | 0,10  | 0       |      |
| - Lendakari: Juan José Ibarretxe - Gobierno: EAJ-PNV, EA y EB-B - Censo: 1.799.523 - Votantes: 1.223.634 (68,0%) - Abstención: 575.889 (32,0%) - Válidos: 1.219.599 - A candidatura: 1.210.598 (99,3%) | Partido Carlista de Euskalherria (EKA)                                                          |                     | 179     | 0,01  | 0       |      |
| - Lendakari: Juan José Ibarretxe - Gobierno: EAJ-PNV, EA y EB-B - Censo: 1.799.523 - Votantes: 1.223.634 (68,0%) - Abstención: 575.889 (32,0%) - Válidos: 1.219.599 - A candidatura: 1.210.598 (99,3%) | En blanco                                                                                       |                     | 9.001   | 0,74  | N/A     | N/A  |
| - Lendakari: Juan José Ibarretxe - Gobierno: EAJ-PNV, EA y EB-B - Censo: 1.799.523 - Votantes: 1.223.634 (68,0%) - Abstención: 575.889 (32,0%) - Válidos: 1.219.599 - A candidatura: 1.210.598 (99,3%) | Nulos                                                                                           |                     | 4.035   | 0,33  | N/A     | N/A  |

a De los cuales 22 pertenecen a PNV y 7 a EA.

b Respecto a Euskal Herritarrok.

### Por territorios históricos

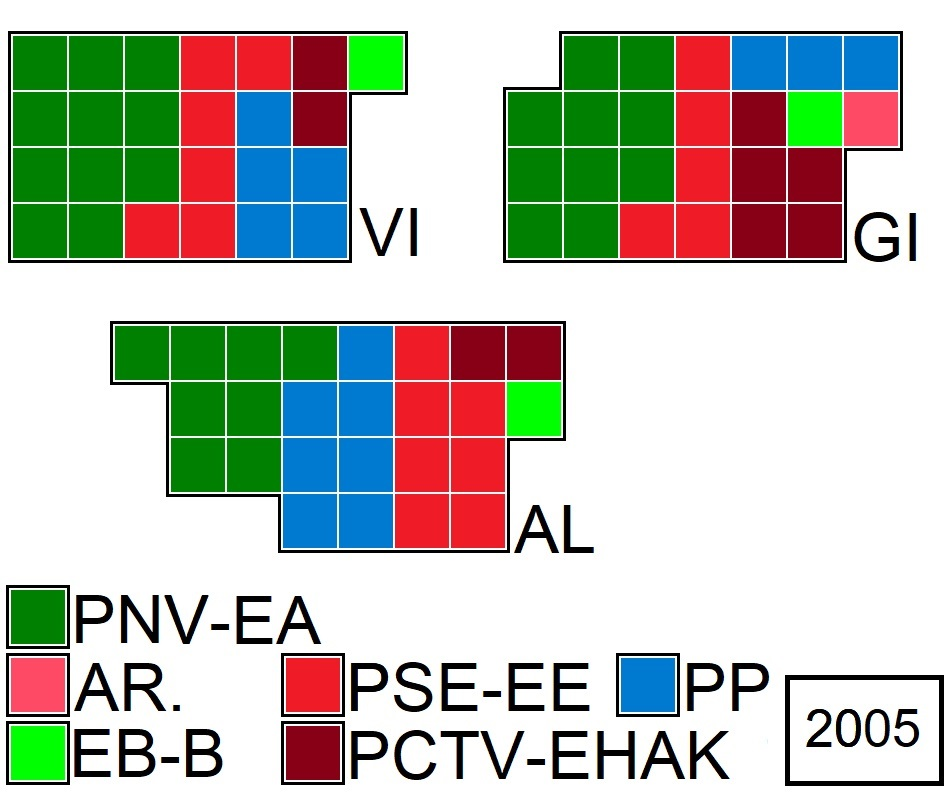
Reparto de escaños según las circunscripciones

| Resultados por territorios históricos |        |        |         |       |           |           |           |           |         |         |         |         |            |            |            |            |
| Partido                               | Álava  | Álava  | Álava   | Álava | Guipúzcoa | Guipúzcoa | Guipúzcoa | Guipúzcoa | Vizcaya | Vizcaya | Vizcaya | Vizcaya | País Vasco | País Vasco | País Vasco | País Vasco |
| Partido                               | Votos  | %      | Escaños | +/-   | Votos     | %         | Escaños   | +/-       | Votos   | %       | Escaños | +/-     | Votos      | %          | Escaños    | +/-        |
| PNV-EA                                | 51.986 | 30,67% | 8       | 1     | 148.884   | 38,3%     | 10        | 2         | 267.247 | 40,97%  | 11      | 1       | 468.117    | 38,67      | 29         | 4          |
| PSE-EE                                | 43.216 | 25,49% | 7       | 2     | 78.871    | 20,29%    | 5         | 1         | 152.459 | 23,37%  | 6       | 2       | 274.546    | 22,68%     | 18         | 5          |
| PP                                    | 43.989 | 25,95% | 7       | 1     | 51.780    | 13,32%    | 3         | 1         | 114.845 | 17,61%  | 5       | 1       | 210.614    | 17,4%      | 15         | 3          |
| EHAK                                  | 14.187 | 8,37%  | 2       | 1     | 70.834    | 18,22%    | 5         | 1         | 65.623  | 10,06%  | 2       | =       | 150.644    | 12,44%     | 9          | 2c         |
| EB-B                                  | 8.409  | 4,96%  | 1       | =     | 20.388    | 5,24%     | 1         | =         | 36.226  | 5,55%   | 1       | =       | 65.023     | 5,37%      | 3          | =          |
| Aralar                                | 2.542  | 1,5%   | 0       | =     | 15.396    | 3,96%     | 1         | 1         | 10.242  | 1,57%   | 0       | =       | 28.180     | 2,33%      | 1          | 1          |
| En blanco                             | 1.284  | 0,75%  | N/A     | N/A   | 2.851     | 0,73%     | N/A       | N/A       | 4.866   | 0,74%   | N/A     | N/A     | 9.001      | 0,74%      | N/A        | N/A        |
| Nulos                                 | 689    | 0,4%   | N/A     | N/A   | 1.182     | 0,3%      | N/A       | N/A       | 2.164   | 0,33%   | N/A     | N/A     | 4.035      | 0,33%      | N/A        | N/A        |

c Respecto a Euskal Herritarrok.

## Investidura del lendakari
El 23 de junio de 2005 Ibarretxe fue reelegido lendakari por tercera vez consecutiva, en segunda votación y por mayoría simple, gracias al apoyo de los parlamentarios de PNV, EA, EB-B y dos de los nueve de EHAK.
| Fecha                                                   | Voto                          |    |    |    |   |   |   |   | Total |
| ------------------------------------------------------- | ----------------------------- | -- | -- | -- | - | - | - | - | ----- |
| 22 de junio de 2005 Mayoría requerida: Absoluta (38/75) | Juan José Ibarretxe (EAJ-PNV) | 22 |    |    | 2 | 7 | 3 |   | 34/75 |
| 22 de junio de 2005 Mayoría requerida: Absoluta (38/75) | Patxi López (PSE-EE)          |    | 18 | 15 |   |   |   |   | 33/75 |
| 22 de junio de 2005 Mayoría requerida: Absoluta (38/75) | Abstención                    |    |    |    | 7 |   |   |   | 7/75  |
| 22 de junio de 2005 Mayoría requerida: Absoluta (38/75) | En blanco                     |    |    |    |   |   |   | 1 | 1/75  |
| 23 de junio de 2005 Mayoría requerida: Simple           | Juan José Ibarretxe (EAJ-PNV) | 22 |    |    | 2 | 7 | 3 |   | 34/75 |
| 23 de junio de 2005 Mayoría requerida: Simple           | Patxi López (PSE-EE)          |    | 18 | 15 |   |   |   |   | 33/75 |
| 23 de junio de 2005 Mayoría requerida: Simple           | Abstención                    |    |    |    | 7 |   |   |   | 7/75  |
| 23 de junio de 2005 Mayoría requerida: Simple           | En blanco                     |    |    |    |   |   |   | 1 | 1/75  |